# 斑穴䳍
斑穴䳍（学名：Crypturellus casiquiare）是䳍科穴䳍屬的一种鸟类。

## 特征
斑穴䳍体重约250克，翼长约135.2毫米，嘴峰长约25毫米，喙宽度约4.3毫米，喙厚度约4.4毫米，跗蹠长约43.8毫米，尾长约32.5毫米。斑穴䳍在其分布区内为留鸟，其栖息在密集的高大的树木组成的森林中，食性为草食性。

## 分布
哥伦比亚极东地区和邻近的委内瑞拉南部。